# Flughafen Cartagena

i8
i11
i13
Der Flughafen Flughafen Cartagena (spanisch Aeropuerto Internacional Rafael Núñez, IATA-Flughafencode: CTG, ICAO-Flugplatzcode: SKCG) ist ein Flughafen in der Stadt Cartagena, Kolumbien. Es ist der zweitgrößte Flughafen an der Karibikküste Kolumbiens und der größte in der Region in Bezug auf die Passagierbewegung. Er befindet sich im Zentrum von Crespo, einem Viertel in Cartagena, und wird von der Sociedad Aeroportuaria de la Costa S.A. verwaltet. Der Flughafen befindet sich nördlich der Stadt. Der Name, Rafael Núñez, bezieht sich auf den ehemaligen kolumbianischen Präsidenten.
Die ersten Vergnügungs- und Postflüge starteten ab 1920 durch die „Company Colombian Airspace“ vom Gelände von Bocagrande. Bis 1940 wurde das Unternehmen zu Avianca und operierte von Manzanillo aus zu verschiedenen Zielen im Inland. Mitte 1946 versuchte die TACA de Colombia auf dem von Avianca dominierten Markt zu konkurrieren. Im Dezember 1946 wurde das Crespo Air Field in der Stadt Cartagena eingeweiht. Pläne für die TACA de Colombia waren es, internationale Flüge nach Panama, Costa Rica, Venezuela und in die Vereinigten Staaten durchzuführen. Mit der Einstellung des Betriebs der Firma TACA de Colombia im April 1947 wurden diese Pläne zunichtegemacht. Im Jahr 1947 baute eine neue Fluggesellschaft namens „LANSA“ einen Flughafen in der Nähe von Crespo. Ein paar Jahre später wurde der Flughafen an die Regierung Kolumbiens verkauft und der Name auf Aeropuerto Internacional Rafael Núñez geändert.
1979 hatte Cartagena 99 Flüge pro Woche. Im Jahre 1982 wurde das neue Passagierterminal eröffnet und die Start- und Landebahn auf 2600 Meter verlängert, mit einer Oberflächenerneuerung und Navigationshilfen im Wert von 1,4 Mio. US-Dollar.
Im Februar 1996 wurde die Society Caribbean Airports SA (SACSA), mit dem Flughafen Schiphol als Partner, Betreiber des Flughafens. Die Übertragung vom Flughafen auf den privaten Betreiber erfolgte am 25. September 1996 für die Dauer von 15 Jahren. Nach zwei Jahren kam es zu Schwierigkeiten und SACSA stand kurz vor dem Bankrott Schiphol zog sich aus dem Projekt zurück. Betriebspartner für SACSA wurde die spanische Firma AENA, die in dieser Zeit auch die Konzession für den Flughafen Ernesto Cortissoz in Barranquilla hatte. Heute ist der Aeropuerto Internacional Rafael Núñez der viertgrößte Flughafen des Landes und einer der größten in der Karibik.
Unter den Fluggesellschaft die am Flughafen Rafael Nunez operieren sind unter anderen: Air Transat, American Airlines, Arajet, Avianca, Copa Airlines, Edelweiss Air, EasyFly, KLM, LATAM, Spirit Airlines und Ultra Air.